# Xinji (socken i Kina, Shandong, lat 36,56, long 115,66)
Xinji (kinesiska: 辛集乡, 辛集) är en socken i Kina. Den ligger i provinsen Shandong, i den östra delen av landet, omkring 120 kilometer väster om provinshuvudstaden Jinan. Antalet invånare är 42 774. Befolkningen består av 21 325 kvinnor och 21 449 män. Barn under 15 år utgör 16,0 %, vuxna 15-64 år 74 %, och äldre över 65 år 8,0 %.
Genomsnittlig årsnederbörd är 687 millimeter. Den regnigaste månaden är juli, med i genomsnitt 248 mm nederbörd, och den torraste är januari, med 4 mm nederbörd.